# Kościelne (Sępopol)
Kościelne ist ein Ort in der polnischen Woiwodschaft Ermland-Masuren. Er gehört zur Gmina Sępopol (Stadt- und Landgemeinde Schippenbeil) im Powiat Bartoszycki (Kreis Bartenstein).

## Geografie
Kościelne liegt in der nördlichen Mitte der Woiwodschaft Ermland-Masuren, 23 Kilometer nordöstlich der Kreisstadt Bartoszyce (deutsch Bartenstein). Die westliche Ortsgrenze ist identisch mit der Grenze zur Gmina Barciany (Landgemeinde Barten) im Powiat Kętrzyński (Kreis Rastenburg).
Kościelne liegt im Gebiet der Stadt- und Landgemeinde Sępopol (Schippenbeil) im Powiat Bartoszycki (Kreis Bartenstein), 1975 bis 1998 der Woiwodschaft Olsztyn, seither der Woiwodschaft Ermland-Masuren zugehörig.
Kirchlich gehört Kościelne wohl zur römisch-katholischen Pfarrei Garbno (Laggarben) im Erzbistum Ermland, sowie zur evangelischen Kirche Barciany (Barten), einer Filialkirche der Pfarrei Kętrzyn (Rastenburg) in der Diözese Masuren der Evangelisch-Augsburgischen Kirche in Polen.

## Geschichte
Über die Geschichte des Ortes vor 1945 liegen keinerlei Belege vor, auch nicht in Beantwortung der Frage, ob der Ort seinerzeit eine deutsche Namensform hatte. Die Entstehung des Ortes erst nach 1945 ist nicht ausgeschlossen.

## Infrastruktur
Kościelny liegt am Ende eines Landweges, der anfangs noch als befestigte Nebenstraße von Dzietrzychowo (Dietrichsdorf) über Majmławki (Mamlack) verläuft. Eine Bahnanbindung besteht nicht.